# Microsoft Store
La Microsoft Store (anteriorment Windows Store, abans d'octubre del 2017) és una botiga d'aplicacions per a Microsoft Windows, començant amb Windows 8 i Windows Server 2012. És el principal mitjà de distribució d'd'aplicacions Universals de Windows. Amb Windows 10, malgrat això, Microsoft va fusionar les seves altres plataformes de distribució (Windows Marketplace, Windows Phone Store, Xbox Video i Xbox Music) a la Microsoft Store, convertint-lo en un punt de distribució unificat d'aplicacions, vídeo digital, àudio digital i llibres electrònics. Segons Microsoft, a partir del 28 de setembre de 2015, hi havia més de 669.000 aplicacions disponibles a la botiga, que inclou aplicacions per a Windows NT, Windows Phone, i aplicacions UWP, que funcionen en ambdues plataformes. Les categories que contenen la major quantitat d'aplicacions són "Jocs", "Entreteniment", "Llibres i referència" i "Educació". La majoria dels desenvolupadors d'aplicacions tenen una aplicació. Tant les aplicacions gratuïtes com les de pagament es poden distribuir a través de Microsoft Store, amb aplicacions de pagament que oscil·len entre els costos de US$0,99 i $999,99. Igual que amb altres plataformes similars, com ara la Mac App Store i la Google Play, la Microsoft Store està comissariada i les aplicacions han d'estar certificades per compatibilitat i contingut. Amb totes les vendes d'aplicacions, Microsoft adquireix el 30% del preu de venda. Abans de l'1 de gener de 2015, la reducció es va reduir fins al 20% després que els guanys del desenvolupador arribessin a $ 25,000.

## Història

### Precursors
Microsoft prèviament ha mantingut un sistema de distribució digital similar per al programari conegut com a Windows Marketplace, que permet als clients comprar programari en línia i descarregar-ho en el seu ordinador. Les clau de producte i llicències van ser enviades per la plataforma, el que permet als usuaris recuperar les seves compres quan es canvia d'ordinador. Windows Marketplace es va descontinuar el novembre de 2008.

### Windows 8
Microsoft anuncia per primera vegada un servei de distribució digital per a Windows en la seva presentació durant la conferència per a desenvolupadors Build el 13 de setembre de 2011. Més detalls anunciats durant la conferència van revelar que la botiga seria capaç de mantenir llistats per a les dues aplicacions de Windows tradicionals certificats, així com el que es van anomenar "aplicacions d'estil Metro" en el moment: programari hermèticament aïllat basat en les directrius de disseny de Microsoft que són monitorats constantment per la qualitat i el compliment. Per als consumidors, la Windows Store està destinada a ser l'única manera d'obtenir aplicacions d'estil Metro. Mentre anunciat juntament amb el llançament de la "Developer Preview" de Windows 8, la Windows Store en si no va estar disponible fins que la "Consumer Preview", publicada al febrer de 2012.

### Windows 8.1
Una versió actualitzada de Windows Store es va introduir en Windows 8.1. La seva pàgina inicial es va remodelar per a visualitzar aplicacions en categories enfocades (tals com popular, es recomana, la part superior gratuïts i de pagament, i ofertes especials) amb detalls ampliats, mentre que la capacitat per a aplicacions d'actualització s'ha realitzat també afegeix automàticament. L'actualització de Windows 8.1 de Windows també va introduir altres canvis de presentació notables, entre ells l'augment de les llistes d'aplicacions superiors per tornar 1000 aplicacions en lloc de 100 aplicacions, secció 'pics per a vostè', i canviar l'ordre predeterminat de revisions per "més popular".

### Windows 10

Insígnia a partir del 2015 de Obtén-lo de Microsoft

Windows 10 es va publicar amb la versió actualitzada de Windows Store. Tanmateix, amb Windows 10, Microsoft va fusionar les seves altres plataformes de distribució (Windows Marketplace, Windows Phone Store, Xbox Video i Xbox Music) a la Windows Store, convertint-lo en un punt de distribució unificat d'aplicacions, vídeo digital, música digital i llibres electrònics.
Quatre anys més tard, al setembre de 2017, Microsoft va començar a tornar a marcar Windows Store com Microsoft Store, amb una nova icona amb el logotip de Microsoft. Xbox Game Store es va fusionar amb aquesta nova versió de la plataforma.

### Windows 11
Anunciat el 24 de juny de 2021, la Microsoft Store obtindria un redisseny complet des de zero i es publicaria amb Windows 11. La característica de descarregar aplicacions Android mitjançant l'Amazon Appstore també es va introduir amb el nou sistema operatiu.

### Windows Server
La Windows Store està disponible a Windows Server 2012 però no està instal·lada de manera predeterminada. Aquesta no està disponible en Windows Server 2016. Tanmateix, es poden instal·lar aplicacions UWP de línia de negocis o aplicacions UWP de la Microsoft Store for Business (anteriorment Windows Store for Business).

## Detalls
La Windows Store és el principal mitjà de distribució d'aplicacions de Windows Store per als usuaris. Encara que les aplicacions sideloading des de fora de la botiga s'admeten, no tots els equips que executen Windows 8 poden fer-ho. Fora de la caixa de suport de càrrega lateral només està disponible per als ordinadors amb Windows 8 Enterprise que s'han unit a una domini. El Sideloading en ordinadors amb Windows RT i Windows 8 Pro així com els ordinadors Windows 8 Enterprise sense una afiliació del domini requereix la compra de llicències addicionals a través llicències per volum.
Microsoft pren una retallada del 30% de les vendes d'aplicacions fins que s'arriba a $25.000 en ingressos, després de la qual cosa la retallada es redueix a 20%. També es permeten les transaccions de tercers, dels quals Microsoft no té un tall. A partir de l'1 gener de 2015, s'eliminarà la reducció del tall en 25.000 $, i Microsoft tindrà un 30% tallat en totes les compres d'aplicacions, independentment de les vendes totals. Individual developers are able to register for $19 USD and companies for $99 USD.
Els desenvolupadors de 120 països poden enviar aplicacions a la Windows Store. L'aplicació pot suportar qualsevol dels 109 idiomes, sempre que es recolzi un dels 12 idiomes de certificació d'aplicacions.

## Directrius
Semblant a la Windows Phone Store, la Windows Store està regulada per Microsoft. Els sol·licitants han d'obtenir l'aprovació de Microsoft abans que la seva aplicació estigui disponible a la botiga. Les aplicacions prohibides inclouen aquells que:
1. Contingui qualsevol contingut per a adults (és a dir, el contingut que justifiqui la ESRB 'és "només per a adults" de qualificació, o equivalents)
2. Advoca la discriminació, l'odi o la violència basada en la pertinença a un grup social racial, ètnica, nacional, lingüística, religiosa, o d'un altre particular, o basada en el gènere, l'edat o l'orientació sexual d'una persona
3. Contindrà continguts o funcionalitats que encoratja, facilita o glamorizes activitat il·legal
4. Conté o mostra contingut que una persona raonable consideraria que sigui obscè
5. Són difamatori, calumniós o difamatori, o amenaçant
6. Encoratjar, facilitar o enaltir la violència extrema o gratuïta, violacions dels drets humans o la creació o l'ús d'armes contra una persona o animal en el món real
7. Contenir llenguatge profà excessiva o gratuïta

Microsoft ha indicat que té la capacitat de forma remota deshabilitar eliminar aplicacions o des de sistemes dels usuaris per a la seguretat o raons legals; en el cas de les aplicacions de pagament, els reemborsaments poden ser emesos si això arribés a produir-se.
Microsoft va prohibir inicialment el contingut PEGI "18" des de la Windows Store a Europa. No obstant això, els crítics van assenyalar que alguns jocs que porten la qualificació de "18" en realitat estaven qualificats com a "madur" en l'escala de decisions de les polítiques de contingut ESRB més estrictes del previst a causa PEGI 18 no és un equivalent directe a "Només Adults" la qualificació de l'ESRB. Les directrius es van modificar al desembre de 2012 per eliminar la discrepància.